# Heidemarie Beyer

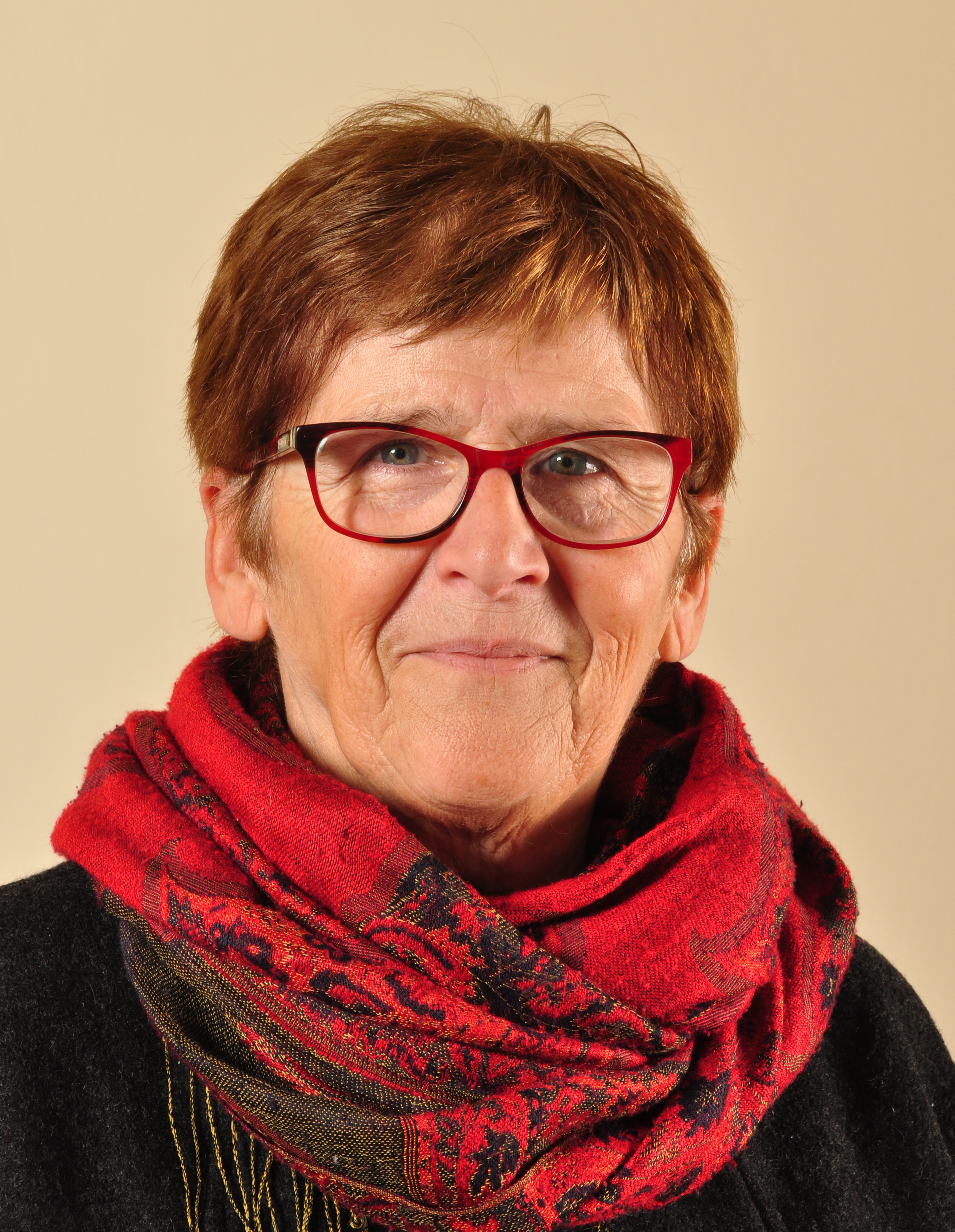
Heidemarie Beyer, 2013

Heidemarie Beyer, geb. Reitzig (* 2. Januar 1949 in Steinbach-Hallenberg) ist eine deutsche Politikerin (SPD).

## Leben und Beruf
Nach dem Schulbesuch arbeitete Beyer als Sozialpädagogin und Musiktherapeutin. Sie war mit dem Güstrower Diakon und Kommunalpolitiker Eberhard Beyer verheiratet.

## Abgeordnete
Beyer war von 1990 bis 2002 Mitglied und stellvertretende Vorsitzende der SPD-Fraktion des Landtags von Mecklenburg-Vorpommern.